# Let's Give the Boy a Hand
Let's Give the Boy a Hand (en español: Echémosle una mano al chico) es el cuarto episodio de la primera temporada de Dexter, una serie de televisión de Estados Unidos. Se estrenó el 22 de octubre de 2006, en Showtime de los Estados Unidos. El episodio fue escrito por Drew Z. Greenberg y dirigido por Robert Lieberman. "The Ice Truck Killer", quien es el asesino de la serie, empieza dejando partes de los cuerpos de sus últimas víctimas en lugares que involucran, de alguna manera, la niñez de Dexter, haciéndole enfrentarse a su oscura historia personal. Mientras tanto, Rita enfrenta a un vecino con un perro ruidoso, que mantiene a sus hijos despiertos toda la noche. El teniente LaGuerta busca consolar a la madre de la última víctima de "Ice Truck Killer", y controlar la presión sobre el sargento Doakes, que se incrementa cuando los socios de Guerrero empiezan a seguirlo.

## Asesino en serie
En la primera escena, una mano masculina cortada es encontrada en la playa. Se desconoce si esto es obra de "The Ice Truck Killer" o no. Mientras investiga la mano, Doakes descubre que los hombres de Guerrero lo están observando. Después se descubre que la mano pertenece a Tony Tucci (el sospechoso del teniente LaGuerta), y el teniente visita a la madre de Tony, en un intento por mejorar la situación de haberlo etiquetado como un asesino en serie. En este momento, le promete que lo traerá a casa, vivo o muerto.
Dexter recuerda que esa era una playa que él visitaba cuando era niño. En una escena de recuerdos del pasado, Harry, su padre adoptivo, lo regaña por no querer sonreír a la cámara, animándole a fingir emociones sólo para hacer feliz a las personas. De vuelta en su apartamento, Dexter mira un viejo álbum de fotos familiares. Se da cuenta de que "The Ice Truck Killer" entra en su apartamento, no sólo para dejar partes de muñecas de juguete, sino también para conocerlo.
Debra es forzada a ver cajas con cintas de vigilancia por LaGuerta, quien continúa haciéndole la vida imposible. El hermano de Kara continúa burlándose de Doakes por cómo se arriesga a que lo maten. Doakes le hace saber que Ricky se mantuvo escondido para no darle el divorcio a Kara, y que fue su culpa que la mataran.
Otra parte de un cuerpo es encontrada. Esta vez se trata de un pie cortado, encontrado en un campo de fútbol donde Dexter solía jugar cuando era niño. Le dijo a Doakes que el asesino le estaba mandando un mensaje más importante que solo un ritual, pero no pudo saber qué o por qué. Después de analizar el pie, Dexter determina que Tucci sigue vivo, y que sistemáticamente, el asesino le está cortando sus miembros del cuerpo. LaGuerta llama a la madre de Tony, para decirle que su hijo puede estar aún vivo y que solo lo tienen que encontrar.
Ángel le pide a Dexter su consejo sobre el regalo de aniversario que le hará a su esposa. Él continúa pidiéndole consejos a Dexter sobre diferentes regalos, antes de preguntarle a Debra, que solo le dice "le va a encantar". Queda claro que Ángel y su esposa estuvieron separados por 3 meses por "algo que él hizo". Su esposa le pide que vea a su hija antes de que se marche, y al mismo tiempo, le da el regalo: "la llave de mi corazón" en un collar.
Rita y su hijo se quedan despiertos toda la noche por los ladridos del perro del vecino. Rita y Dexter se encuentran con las burlas del vecino, quien parece descuidar también al perro, ya que lo tiene todo el día afuera. Rita coge al perro y lo lleva a la casa de unos amigos para que viva con ellos. Después, Rita queda con Dexter y tienen una noche romántica, e inesperadamente descubre el patrón que utiliza "The Ice Truck Killer": dejar partes del cuerpo en lugares en donde previamente se había hecho fotos con su padre.
En cuanto llega a su casa, Doakes es detenido por los hombres de Guerrero. Era una estrategia para terminar con Guerrero de una vez por todas, ya que la policía los seguía. Después de disparar a los secuestradores, arrestan a Guerrero. Usar a Doakes como cebo fue el plan desde el principio.
Las pistas llevan a Dexter a un hospital abandonado (que hace referencia a otra foto de Dexter con su padre). Mientras Dexter busca en el hospital, aparece Tucci moribundo, suplicando que terminen con su agonía, pero Dexter, a pesar de su instinto asesino, decide no matar a un hombre inocente, tal y como le enseñó su padre. Dexter hace una denuncia anónima a su hermana Debra para que Tucci sea localizado, y después huye del lugar.

## Recepción
Eric Goldman de IGN vio el episodio (9.0/10) y dijo que: "Este fue un episodio muy fuerte, después de todo tiene un inteligente humor negro." Él también elogió la trama principal: "Los toques personales que el asesino hacía Dexter eran aspectos que le daban mucha intriga al episodio de esta semana, y con una narrativa muy natural de las visiones de la niñez de Dexter mientras este recordaba lo que ocurrió cuando fue tomada cada foto ."
Sarah Dobbs, de "Den of Geek", remarcó que "la caracterización es muy buena en el capítulo". Ella también elogia la subtrama que involucra a Ángel: "es interesante porque todo está inteligentemente controlado."